# Agrotis lineolata
Agrotis lineolata är en fjärilsart som beskrevs av Tutt 1892. Agrotis lineolata ingår i släktet Agrotis och familjen nattflyn. Inga underarter finns listade i Catalogue of Life.